# En Kunstners Gennembrud
En Kunstners Gennembrud er en dansk stumfilm fra 1919, der er instrueret af Holger-Madsen efter manuskript af Frederik Jacobsen og Peter Nielsen.

## Handling
Denne artikel mangler et handlingsreferat. Hjælp os med at skrive det.

## Medvirkende
- Tronier Funder - Emanuel Restes
- Marie Dinesen - Karin Restes, Emanuels mor
- Johannes Ring - Alexander Romanos, guvernør
- Henny Lauritzen - Guvernørens frue
- Ingeborg Spangsfeldt - Ilka, guvernør-datter
- Anton de Verdier - Gallis, læge
- Frederik Jacobsen - Ivan Cortez, en gammel musiker